# رهاب الركب
فوبيا الرُكب أو مرض (رهاب الرُكب) هي حالة فيها يَخاف الشخص ويظهر لديه شعور بالقلق وعدم الارتياح لدى رؤية منظر الرُكب، وتعرف هذه الحالة علمياً باسم Genuphobia.

## العلاج
كما هو الحال مع معظم أنواع الرهاب، يمكن معالجة هذا الخوف بالعلاج والأدوية لتخفيف الشعور بالقلق الذي يعانيه الشخص نتيجة لهذا الرهاب.